# Peter Boysen Jensen
Peter Boysen Jensen (Hjerting, 18 de enero de 1883-Frederiksberg, 21 de noviembre de 1959) fue un fisiólogo vegetal danés. Su investigación fue fundamental para seguir trabajando en la teoría de los tropismos de las auxinas.
Rasmus Pedersen

## Primeros años y educación
Peter nació en Hjerting, cerca de Esbjerg en el sur de Jutlandia. Criado en una granja, descubrió pronto su afinidad con la naturaleza. Estudió botánica durante su primer año de premedicina y decidió centrarse en la fisiología de las plantas después de recibir la influencia del ecologista Eugenius Warming. Rasmus Pedersen (1840–1905) y Wilhelm Johannsen (1857–1927) fueron los profesores y asesores de fisiología vegetal de Boysen Jensen. Sin embargo, mientras era estudiante universitario en Copenhague, ninguno de ellos participó activamente en la fisiología vegetal experimental. En 1908, Boysen Jensen obtuvo el grado de magister scientiarum. Pasó tres meses del año siguiente en el laboratorio de Wilhelm Pfeffer en Leipzig y otros cuatro con el bioquímico Ernst Schulze en Zúrich. Boysen Jensen completó sus estudios de doctorado en 1910, con la tesis La descomposición del azúcar durante el proceso de respiración en las plantas superiores.

## Carrera
En 1907, Boysen Jensen fue nombrado asistente científico en el Laboratorio de Fisiología Vegetal de la Universidad de Copenhague. Gradualmente se hizo cargo de toda la enseñanza de la fisiología vegetal en el departamento y fue profesor de fisiología vegetal en la misma institución desde 1922 hasta 1927. Sucedió a Wilhelm Johannsen como profesor de fisiología vegetal en 1927, y ocupó ese cargo hasta 1948. Se convirtió en miembro de la Real Academia Danesa de Ciencias y Letras en 1929, y en 1951, Fue nombrado doctor honorario de la Universidad de Oslo.

## Fototropismo
Charles Darwin y su hijo Francis habían demostrado en 1881 que cuando un brote de hierba (coleoptilo) crece hacia la luz que viene de un lado (fototropismo), es la punta del brote la que detecta la luz, y no la parte inferior del brote. (hipocótilo), que por lo demás es la parte que se curva hacia la luz.
Peter Boysen Jensen demostró en 1910 que el estímulo fototrópico en un coleoptilo de avena es móvil y puede propagarse a través de una incisión. Estos experimentos se publicaron con más detalle en francés en 1911 y en alemán en 1913. Descubrió que la punta del coleóptilo se podía cortar y volver a unir, y que la iluminación unilateral subsiguiente todavía podía para producir una curvatura fototrópica positiva en el hipocótilo. Postuló que la transmisión podría tener lugar a través de una fina capa de gelatina que separaba la punta iluminada unilateralmente de la parte inferior del coleoptilo. Al insertar una pieza de mica impermeable, pudo bloquear la transmisión en los lados iluminados y no iluminados de la punta, respectivamente, lo que le permitió mostrar que la transmisión se produjo en el lado oscuro de la punta iluminada y provocó un mayor crecimiento en el longitudinal. lado oscuro del coleoptilo, lo que da como resultado que el coleoptilo se curve hacia la luz.
En 1911, Boysen Jensen concluyó a partir de sus resultados experimentales que la transmisión del estímulo fototrópico no era un efecto físico (por ejemplo, debido a un cambio en la presión), sino serait dû à une migration de sustancial ou d'ions (será debido a la migración de una sustancia o de iones) Estos resultados fueron fundamentales para comprender el fototropismo y allanaron el camino para el descubrimiento de la hormona del crecimiento vegetal, la auxina.

### Citas
1. 1 2 3  Larsen, 1960.
2. 1 2  Emilsen, 2020.
3. ↑  Blangstrup, Brøndum-Nielsen y Peder Raunkjær, 1930, p. 556.
4. ↑  Darwin, 1881.
5. ↑  Boysen Jensen, 1910.
6. 1 2 3  Boysen Jensen, 1911.
7. 1 2  Boysen Jensen, 1913.
8. ↑  Snow, 1938.
9. ↑  Zažímalová, Petrášek y Benková, 2014, p. 363.